# Парламент Габона
Парламент Габона (фр. Parlement  du Gabon) — законодательный орган Габона.

## Состав
Современный парламент состоит из двух палат:
- верхняя — Сенат Габона
- нижняя — Национальное собрание Габона.

## Полномочия
Сенат в составе 102 сенаторов избирается муниципальными и региональными советниками. Национальная ассамблея состоит из 120 депутатов, избираемых путём всеобщих прямых выборов при тайном голосовании сроком на 5 лет.